# 奥平家昌
奥平 家昌（おくだいら いえまさ）は、安土桃山時代から江戸時代初期にかけての武将、大名。下野国宇都宮藩の初代藩主（第26代宇都宮城主）。

## 家系
美濃加納藩主・奥平信昌の長男。母は徳川家康の長女・亀姫（加納御前）。松平家治、奥平忠政、松平忠明の兄。正室は本多忠勝の次女・法明院。子は奥平忠昌（長男）、ビン姫（徳川秀忠の養女、堀尾忠晴正室）の姉弟で、いずれも正室の所生である。

## 略歴

### 若い頃
元服の時、家康から偏諱を受けて家昌と名乗った。家康にとっては最年長の男孫であったこと（叔父・秀忠よりも年長）から、刀や鷹を与えられるなど重用された。文禄4年（1595年）、豊臣姓を下賜された。
慶長5年（1600年）の関ヶ原の戦いでは木曾路を進む秀忠に従い、真田昌幸の信濃上田城を攻めた。

### 宇都宮藩主
慶長6年2月6日（1601年3月10日）、関ヶ原の戦いの勝利後に父・信昌が美濃加納10万石を与えられた。そのため、それまでの上野宮崎領に家昌を残し、父母は弟の忠政を伴って配地へ赴任した。同年12月28日（1602年2月19日）、家昌も父に遅れて北関東の要地・下野宇都宮10万石を与えられると、翌月1月25日（1602年3月18日）、入国を果たした。これは、家康が北関東の要衝である宇都宮藩に誰を配するべきかと天海僧正に諮問した際、天海は誰彼と論ずる必要はなく奥平大膳に与えるべきと答え、家康も我が意を得たりとして家昌に10万石を与えたものである。宇都宮への加増転封にともない、文武一芸に秀でた浪人を多く召抱えて新たな家臣団を編成したものの、三河時代からの家臣団制度が機能的でなくなったのを痛感した家昌は、重臣制度改正に着手した。この奥平家では、長篠の戦いで父を援けた重臣12家を「七族五老」と呼んでいた。元々は跡継ぎとなれずに支族として宗家を支え、軍務を担当していた7家に、重臣に抜擢して政務を担当させた小領主たち5家を加えた12家の総称である。長篠の戦いの勝利後には、陪臣でありながら家康から直々に労われた上に、彼らの子々孫々に至るまで厚遇を約束された、御墨付きを拝領したという重臣たちであった。戦乱に明け暮れた時勢であればまだしも、平穏な治世に移り変わっていくと、七族五老は軍務の負担が減る一方で政務の負担が激増していた。そこで、族臣7家と老臣5家を合一して「大身衆」と呼称変更した上で、その12家の中から5、6家が毎月交代で国政を担当し、有事には12家が協力して対応するように改めたのである。その12家は平等ではなく、指導的立場にある2家が2000石以上を食み、序列によって俸禄が定められた（末席でも1000石であった）。なお、戦時の先手を担当する山崎家と生田（しょうだ）家だけには、大手門内に邸宅を構えさせている。
家昌は以後、宇都宮の城下町整備に尽力して毎月5日と10日に市を開催し（大膳市）、幕府が宇都宮大明神の社殿造営を始めると伊奈忠次と共に奉行を務めた。慶長16年10月13日（1611年11月17日）、正室・本多氏（もり姫と言ったらしい）が死去した。慶長19年（1614年）には堀利重の身柄を預かった。

### 最期
家昌は小鼓を嗜んだという。また、慶長19年10月6日（1614年11月7日）、大坂冬の陣のため出兵を命ぜられるも病を患い、遠征には不参となる。そのため、3日後の同月9日には出兵を免ぜられた分、鳥居忠政らと共に江戸城の本丸留守居役を命ぜられた。ところが10月10日、父母に先立って宇都宮で死去した。享年38歳。
嫡男の千福ことわずか7歳の忠昌が11月18日に跡を継いだが、5年後の元和5年（1619年）に下総古河藩へ移封された。本多正純が代わって宇都宮藩主となったが、元和8年（1622年）の宇都宮城釣天井事件で改易されたため、忠昌が宇都宮へ戻った。

### 異説
黒田基樹は次の理由から家昌は信昌の庶長子で母親は亀姫ではないとする可能性を指摘する。 
1. 『寛永諸家系図伝』では弟の家治・忠明は外祖父家康の養子になって松平姓を称したとされているが、同時代史料に2人を家康の養子とする史料が見当たらない上、もう1人の弟である忠政も『寛永諸家系図伝』には家康との養子縁組について記されていないにも関わらず、松平姓を称していたことが確認されること。
2. 加えて、家康の実娘で他家と婚姻している女性は亀姫を含めて3名いるが、彼女たちが生んだ他の外孫を見ても、督姫が生んだ池田輝政の息子5名及び振姫が生んだ蒲生秀行の息子2名は松平姓を称していることが確認できる。反対に家康の外孫とされる男子の中で家昌だけが松平姓を与えられたとする記録も称した事実も確認が出来ないのは不自然である。
3. 関ヶ原の合戦後に父の信昌が美濃加納10万石を与えられると同時に家昌にも下野宇都宮10万石を与えられている。一見すると抜擢にも見えるが、裏を返せば将来的には父の後継者として所領を継承せずに別家の創設が行われたことになる。

ただし、奥平信昌が亀姫との婚姻後に側室を迎えたとも考えづらいので、黒田もこれが正しければ、信昌と亀姫の婚姻が記録に記されている天正4年（1576年）よりも遅かったのか、他の事情があったのかは今後の検討課題ともしている。

## 系譜
- 父：奥平信昌（1555年 - 1615年）
- 母：亀姫（1560年 - 1625年） - 加納御前・加納の方、盛徳院殿香林慈雲大姉、徳川家康の長女
- 正室：もり姫 - 法明院、本多忠勝の次女
  - 女子：ビン姫（1607年 - 1652年） - 雲松院長天正久大姉、徳川秀忠の養女、堀尾忠晴正室
  - 長男：奥平忠昌（1608年 - 1668年）